# سوق كروم الإلكتروني
سوق كروم الإلكتروني (بالإنجليزية: Chrome Web Store)‏ هو متجر على الإنترنت خاص بمتصفح جوجل كروم أعلن عنه في مؤتمر جوجل آي/أو يوم 19 مايو 2010، وأصدر رسميا في 6 ديسمبر 2010. يحتوي المتجر على أكثر من 190،000 إضافة أو تطبيق منذ 2019.

## تاريخ
أعلن عن سوق كروم لأول مرة في ديسمبر 2010، وفي 11 فبراير 2011 أصبح جزءا من متصفح جوجل كروم. في 2012 أصبح عدد التحميلات الكلي من سوق كروم يفوق 750 مليون تحميل.
بعض المطورين قاموا ببيع إضافاتهم لشركات إعلانية. في 2014 قامت جوجل بإزالة إضافتين من هذا القبيل بعد أن اشتكى العديد من المستخدمين من ظهور إعلانات منبثقة. في السنة التي تلتها اعترفت جوجل بأن حوالي خمسة بالمئة من الزيارات لموقعها تم التلاعب بها من قبل إضافات خبيثة.

## البرمجيات الخبيثة
لا تزال البرمجيات الخبيثة مشكلة في سوق كروم الإلكتروني. في يناير 2018 وجد باحثون أمنيون أربع إضافات ضارة مع أكثر من 500،000 تحميل مشترك. في فبراير 2021 قامت جوجل بإزالة إضافة شائعة يستخدمها أكثر من 2،000،000 شخص بعض أحد التحديثات الضارة.

## وصلات خارجية
- الموقع الرسمي